# Ron Hunt
Pour les articles homonymes, voir Hunt.
Ronald Kenneth Hunt (né le 23 février 1941 à Saint-Louis, Missouri, États-Unis) est un ancien joueur de deuxième but de la Ligue majeure de baseball qui évolue de 1963 à 1974.
Ron Hunt est célèbre pour avoir été atteint par des lancers à 243 reprises au cours de sa carrière de 12 saisons, dont un record de l'ère moderne du baseball de 50 fois durant la saison 1971 chez les Expos de Montréal.

## Carrière
Il joue pour les Mets de New York de 1963 à 1966, les Dodgers de Los Angeles en 1967, les Giants de San Francisco de 1968 à 1970, les Expos de Montréal de 1971 à 1974, puis dispute ses 15 derniers matchs en 1974 avec les Cardinals de Saint-Louis. Il honore des sélections au match des étoiles en 1964 et 1966 avec les Mets.
En 1 483 matchs joués au total, il récolte 1 429 coups sûrs, 745 points marqués, 370 points produits, frappe 223 doubles, 23 triples, 39 circuits, réussit 65 buts volés en 120 tentatives, maintient une moyenne au bâton de ,273 et un pourcentage de présence sur les buts de ,368. À sa première année en 1963 chez les Mets, il termine second derrière Pete Rose du vote désignant la meilleure recrue de la Ligue nationale.
C'est avec les Expos de Montréal qu'il dispute son plus grand nombre de matchs : 509 en 4 saisons. Ceux-ci font son acquisition des Giants de San Francisco en janvier 1971 en échange de Dave McDonald, un joueur de premier but,. 
En 1972, Hunt n'est retiré sur des prises que 29 fois en 531 passages au bâton, établissant un record d'équipe chez les Expos parmi les joueurs ayant le minimum de passages à la plaque pour être qualifié au championnat des frappeurs. Parmi les joueurs comptant un minimum de 400 passages au bâton en une saison, Hunt est le joueur le moins souvent retiré sur des prises de l'histoire des Expos avec seulement 17 retraits du genre (en 403 passages au bâton) en 1974 et 19 retraits sur trois prises (en 401 passages) durant la saison 1973. 

## Atteint par des lancers
Ron Hunt est notable pour avoir été fréquemment atteint par des lancers. En 1971, il établit le record de l'ère moderne du baseball en étant atteint par un tir des lanceurs adverses à 50 reprises, seulement une fois de moins que le détenteur du record, Hughie Jennings, lors de la saison 1896. 
Au cours de cette saison 1971, il dépasse largement le précédent record du XXe siècle, qui était de 31 buts obtenus en étant atteint par la balle, une marque établie par Steve Evans des Cardinals de Saint-Louis de 1910. Il bat ce record de l'ère moderne en étant atteint par un tir de Jim McGlothlin des Reds, à Cincinnati, le 7 août 1971.
Hunt est atteint 243 fois en carrière, le 6e total le plus élevé de l'histoire en date de 2015. Il détient pendant plusieurs années le record de l'ère moderne (après 1900) du baseball majeur. Il bat le record de Frank Robinson en étant atteint pour la 119e fois en moins de 8 saisons le 18 juillet 1970, un événement qui passe inaperçu puisque son coéquipier chez les Giants de San Francisco, Willie Mays, frappe dans le même match son 3 000e coup sûr en carrière,. Hunt conserve son record jusqu'à ce qu'il soit battu par Don Baylor en 1987, puis Craig Biggio dépasse à son tour Baylor en 2005 pour compléter sa carrière en 2007 avec le record de l'ère moderne de 285, seulement deux de moins que la marque du baseball majeur établie par Hughie Jennings entre 1891 et 1918. Hunt est 4e de l'histoire chez les joueurs ayant commencé leur carrière après 1900, derrière Biggio (285), Baylor (267) et Jason Kendall (254).
Avec les Giants le 29 avril 1969, Hunt est atteint par un lancer à 3 reprises dans le même match, égalant le record du baseball majeur : il est à ce moment le 5e joueur de l'histoire à subir pareille chose, mais un grand nombre d'autres joueurs ont depuis répété l'« exploit ».
De 1968 à 1974, soit 7 années de suite, il mène la Ligue nationale pour le plus grand nombre de fois atteint par un tir, et est premier de tout le baseball majeur à ce chapitre à chacune de ces 6 premières saisons.